# FAW Besturn B50
FAW Besturn B50 — компактний автомобіль, що випускається найстарішим китайським автовиробником First Automotive Works з 2009 року. Вперше був показаний в квітні 2008 року на Пекінському автосалоні. Продажі в Україні почалися з 2013 року.

## Технічні особливості
Besturn B50, як і його старший брат Besturn B70 і кросовер Besturn X7, заснований на платформі першого покоління Mazda6, тобто Mazda GG. Двигун для нього був взятий від другого покоління Volkswagen Jetta. Цей чотирициліндровий рядний агрегат об'ємом 1,6 літра розвиває 103 к.с.. Альтернатив йому немає, хоча він може обладнуватися 5 -ступінчастою механічної, або 6 -швидкісною автоматичною коробкою передач.

## Галерея

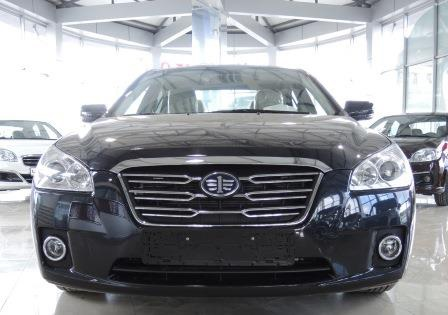
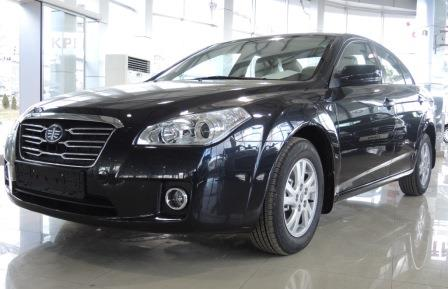

## Оснащення
Всього автомобіль має 6 комплектацій: по 3 з АКПП і МКПП. Базова версія має кондиціонер, електросклопідйомники, антиблокувальну систему гальм, система розподілу гальмівних зусиль — EBD, протиугінну систему, 2 передні подушки безпеки для водія та пасажира, мультимедійну систему з CD/MP3 і 6 динаміками та ін. Інші версії комплектацій можуть містити електрорегулювання крісел, шкіряний салон, круїз-контроль, бічні подушки безпеки та інші опції.
- Розмірність коліс — 195/65R15
- Передня підвіска — незалежна, Підвіска автомобіля на подвійних поперечних важелях, пружинна, має стабілізатор поперечної стійкості
- Задня підвіска — незалежна, багатоважільна підвіска, пружинна, має стабілізатор поперечної стійкості
- Рульове управління — рейка — шестерня з підсилювачем
- Радіус розвороту — 5,25
- Передні гальма — дискові, вентильовані
- Задні гальма — дискові